# Lill Lindfors
Maj Lillemor Lindfors, detta Lill (Helsinki, 20 maggio 1940), è una cantante e attrice svedese, nata in Finlandia.
Ha rappresentato la Svezia all'Eurovision Song Contest 1966 insieme a Svante Thuresson. 
L'album Du är den ende del 1967 è arrivato in prima posizione in Norvegia per 8 settimane.
Ha condotto l'Eurovision Song Contest 1985 svoltosi in Svezia.

## Filmografia

### Attrice

#### Cinema
- Drömpojken, regia di Karin Falck (1964)
- Ipersecret (Calle P.), regia di Robert Brandt (1965)
- Il teschio di Londra (Im Banne des Unheimlichen), regia di Alfred Vohrer (1968)
- P & B, regia di Hans Alfredson (1983)
- La talpa (Slagskämpen), regia di Tom Clegg (1984)
- Spiagge (Venner for altid), regia di Stefan Henszelman (1986)
- Vargens tid, regia di Hans Alfredson (1988)